# Wanda Jackson
 Der er for få eller ingen kildehenvisninger i denne artikel, hvilket er et problem. Du kan hjælpe ved at angive troværdige kilder til de påstande, som fremføres i artiklen.

Wanda Jackson er en Rock'n'Roll/rockabilly/country-sangerinde fra USA.

## Diskografi
- Wanda Jackson (1958)
- There's a Party Goin' On (1961)
- Right or Wrong (1961)
- Wonderful Wanda (1962)
- Love Me Forever (1963)
- Two Sides of Wanda (1964)
- Blues in My Heart (1965)
- Wanda Jackson Sings Country Songs (1965)
- Wanda Jackson Salutes the Country Music Hall of Fame (1966)
- Reckless Love Affair (1967)
- You'll Always Have My Love (1967)
- Cream of the Crop (1968)
- The Many Moods of Wanda Jackson (1968)
- The Happy Side of Wanda (1969)
- Wanda Jackson Country! (1970)
- A Woman Lives for Love (1970)
- I've Gotta Sing (1971)
- Praise the Lord (1972)
- I Wouldn't Want You Any Other Way (1972)
- Country Gospel (1973)
- Country Keepsakes (1973)
- When It's Time to Fall in Love Again (1974)
- Now I Have Everything (1975)
- Make Me Like a Child Again (1976)
- Closer to Jesus (1977)
- Good Times (1980)
- Show Me the Way to Calvary (1981)
- Let's Have a Party (1982)
- My Kind of Gospel (1983)
- Rockabilly Fever (1984)
- Teach Me to Love (1984)
- Let's Have a Party in Prague (with Karel Zich) (1987)
- Classy Country (1988)
- Encore (1988)
- Don't Worry Be Happy (1989)
- Goin' on with My Jesus (1991)
- Rock & Roll-ra Hívlak! (with Dolly Roll) (1992)
- Generations (Of Gospel Music) (1993)
- Let's Have a Party (1995)
- The Queen of Rock' a 'Billy (1997)
- Heart Trouble (2003)
- I Remember Elvis (2006)
- The Party Ain't Over (2011)
- Unfinished Business (2012)
- Encore (2021)